# Louis de Lebzeltern
Louis de Lebzeltern o Ludwig von Lebzeltern( Lisboa, 20 de octubre de 1774,- Nápoles, 18 de enero de 1854), fue un diplomático del Imperio Austriaco en la primera mitad del siglo XIX.

## Biografía
El apellido de los Lebzelterns fue introducido a la nobleza durante los tiempos del emperador Rodolfo II. El padre de Ludwig Lebzeltern, el barón Adam de Lebzeltern (1735-1818), fue durante mucho tiempo el representante de Austria en Portugal, donde nació su hijo en 1774. Su madre era una dama francesa, Isabella dʻArno Courville, cuya familia había marchado a España. Hubo rumores de que el medio hermano de Ludwig Lebzeltern fue el futuro canciller y ministro de Relaciones Exteriores del Imperio ruso Karl Nesselrode, nacido en Lisboa en 1780, siendo su verdadero padre supuestamente fue un diplomático austríaco, el barón Lebtseltern.
Louis estuvo vinculado desde 1790 a 1797 a la Legación de Austria en Lisboa, junto a su padre. En 1797 fue trasladado al secretario de la embajada en Madrid. En 1800-1805, fue secretario de la embajada en Roma, donde, por primera vez, Lebtzeltern mostró sus capacidades gestionando los asuntos de la misión durante la ausencia del embajador en la curia romana. En este puesto, atrajo la atención del Príncipe Metternich, quien en 1807 le hizo asesor de la embajada en Roma. En 1809, por orden de Napoleón I, Lebzeltern fue expulsado de Roma. En el otoño de 1810, Ludwig Lebzeltern fue nombrado Consejero de la Embajada en San Petersburgo, donde llegó el 5 de febrero de 1811. Aquí Lebzeltern estableció una relación personal con el emperador Alejandro I. 
De 1810 a 1813 fue destinado en París, como secretario del conde Metternich. En 1814 los Aliados le destinaron a Suiza. Luego se le encomendó acompañar al papa Pío VII a Roma. Pero en marzo de 1816 fue trasladado, ante la insistencia personal del emperador Alejandro, a San Petersburgo. Ocupó su nuevo cargo hasta 1826, conservando todo este tiempo la plena confianza del emperador ruso. Nombrado en 1817 ministro plenipotenciario en San Petersburgo (Rusia). Casó en 1823 con la hija mayor del conde Ivan Stepanowich Laval (1761-1841), la condesa Zenaida. El embajador entraba a formar parte de la alta sociedad de Petersburgo, cosa que satisfizo al Príncipe Metternich que entendía que este matrimonio era beneficioso para los intereses de Austria. La recompensa por este matrimonio fue la elevación de Lebzeltern a la dignidad de conde del Imperio austríaco.
Pero el levantamiento de diciembre del 1825, empeoró su posición de embajador. En su casa se encontraba el príncipe decembrista Sergei Petrovich Trubetskoy, quien estaba casado con la hermana mayor de la condesa Lebtseltern, Catherine Laval. El príncipe Troubetzkoi, había renunciado a tomar parte en la insurrección, y se dedicaba a sus asuntos en casa de su yerno. Esta circunstancia se dio a conocer en la investigación y, se cree, fue una de las razones principales de la retirada de Lebtzeltern. Salió de Rusia a principios de 1826, recompensado con la Orden de San Alexander Nevsky. 
El príncipe Metternich, que no quería despreciar a Lebtzeltern, lo nombró embajador  en Roma, pero el Papa León XII no dio su consentimiento a este nombramiento debido a consideraciones personales relacionadas con el papel de Lebtzeltern en los tiempos del Papa Pío VII, que lo apreciaba especialmente. En 1830, el Conde Lebzeltern fue nombrado finalmente ministro plenipotenciario de Austria en Nápoles, su último cargo. En 1844, Lebtzeltern renunció y se retiró. Vivió en Nápoles hasta su muerte en 1854. Escribió una autobiografía en francés muy instructiva e interesante. Según las memorias de los contemporáneos, el conde Lebzeltern era inteligente, sus modales eran refinados y de buen carácter, de conversación cautivante. Sin embargo, era vanidoso y tenía el carácter de un intrigante.

## Familia

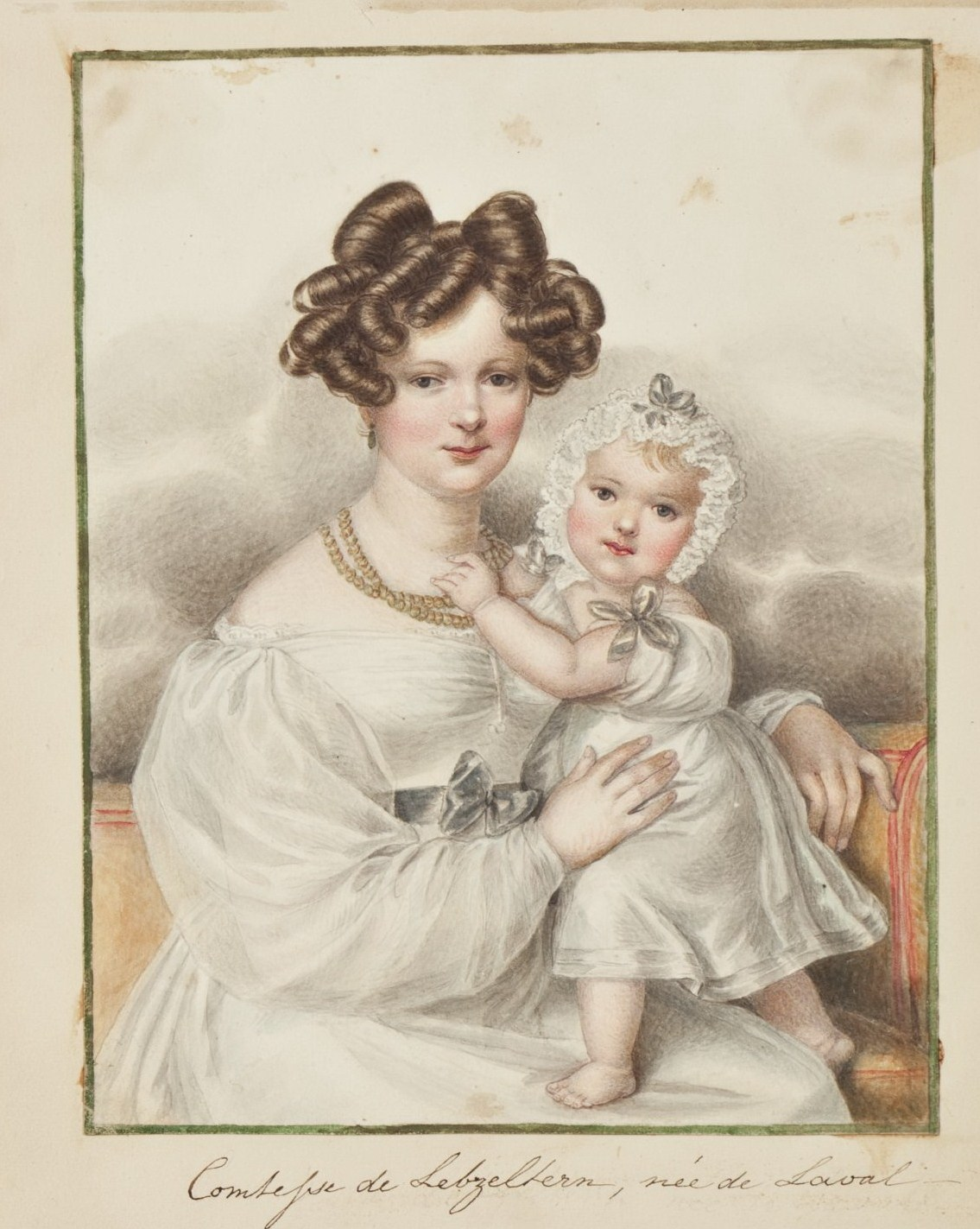
Su mujer y su hija, retratadas por Bryan Servi

Desde 1823 estuvo casado con Zinaida Ivanovna Laval (1801–1873), la hija del Conde I. S. Laval y A. G. Kozitskaya. Dado que la novia era de fe ortodoxa, el matrimonio requería un permiso especial del Papa, que se obtuvo después de largas negociaciones con la Curia romana. Tuvieron una hija, "Alexandrine" Jeanne Sophie de Lebzeltern (1827-1899), que casó en 1852 con el vizconde Jean-Augustin de Cars (1821-1860). Cuando enviudó, la condesa Zinaida Lebtztern casó con el poeta italiano Giuseppe Campania. 

## Títulos, órdenes y cargos

### Títulos
- Conde (Graf). ( Imperio austríaco, 1823)[3]

### Imperio austríaco
- Caballero de la Real Orden de San Esteban de Hungría.[4][5]
- Caballero de primera clase de la Orden imperial de la Corona de Hierro.[6]
- Condecorado con la Cruz de Honor Civil (de oro).[7]

#### Extranjeras
- Caballero de primera clase de la Orden de San Alejandro Nevsky.[5]
- Caballero de primera clase de la Orden de Santa Ana.[5]
- Caballero de tercera clase de la Orden de San Vladimiro.[5]
- Caballero de segunda clase de la Orden del Águila Roja.[5]
- Caballero gran cruz de la Orden de los Santos Mauricio y Lázaro.[5]
- Caballero gran cruz de la Orden de San José.[5]
- Caballero de la Orden de San Jenaro.[5]
- Comendador de la Real Orden de San Fernando y del Mérito.[5]

### Cargos
- Consejero íntimo actual.[8][4] ( Imperio austríaco, 1819)
- Enviado extraordinario y ministro plenipotenciario del emperador de Austria ante el rey de las Dos-Sicilias.[5] (1830-1844)

### Individuales
1. ↑  Lebzeltern, Ludwig Gf. (1774-1854), Staatsmann
2. ↑  Русские портреты XVIII и XIX столетий.
3. ↑  Wurzbach, 1865, p. 280.
4. 1 2  «Hof- und Staatshandbuch des österreichischen Kaiserthumes  für des jähr 1848». Hof- und Staatshandbuch des österreichischen Kaiserthumes: 17. 1848.
5. 1 2 3 4 5 6 7 8 9 10  «Almanacco per le provincie soggette all' imperiale regio governo di Venezia. 1842». Almanacco per le provincie soggette all' imperiale regio governo di Venezia (en italiano): 144. 1842.
6. ↑  «Hof- und Staatshandbuch des österreichischen Kaiserthumes  für des jähr 1848». Hof- und Staatshandbuch des österreichischen Kaiserthumes: 39. 1848.
7. ↑  «Hof- und Staatshandbuch des österreichischen Kaiserthumes  für des jähr 1848». Hof- und Staatshandbuch des österreichischen Kaiserthumes: 275. 1848.
8. ↑  «Hof- und Staatshandbuch des österreichischen Kaiserthumes  für des jähr 1848». Hof- und Staatshandbuch des österreichischen Kaiserthumes: 49. 1848.